# Výstražný maják

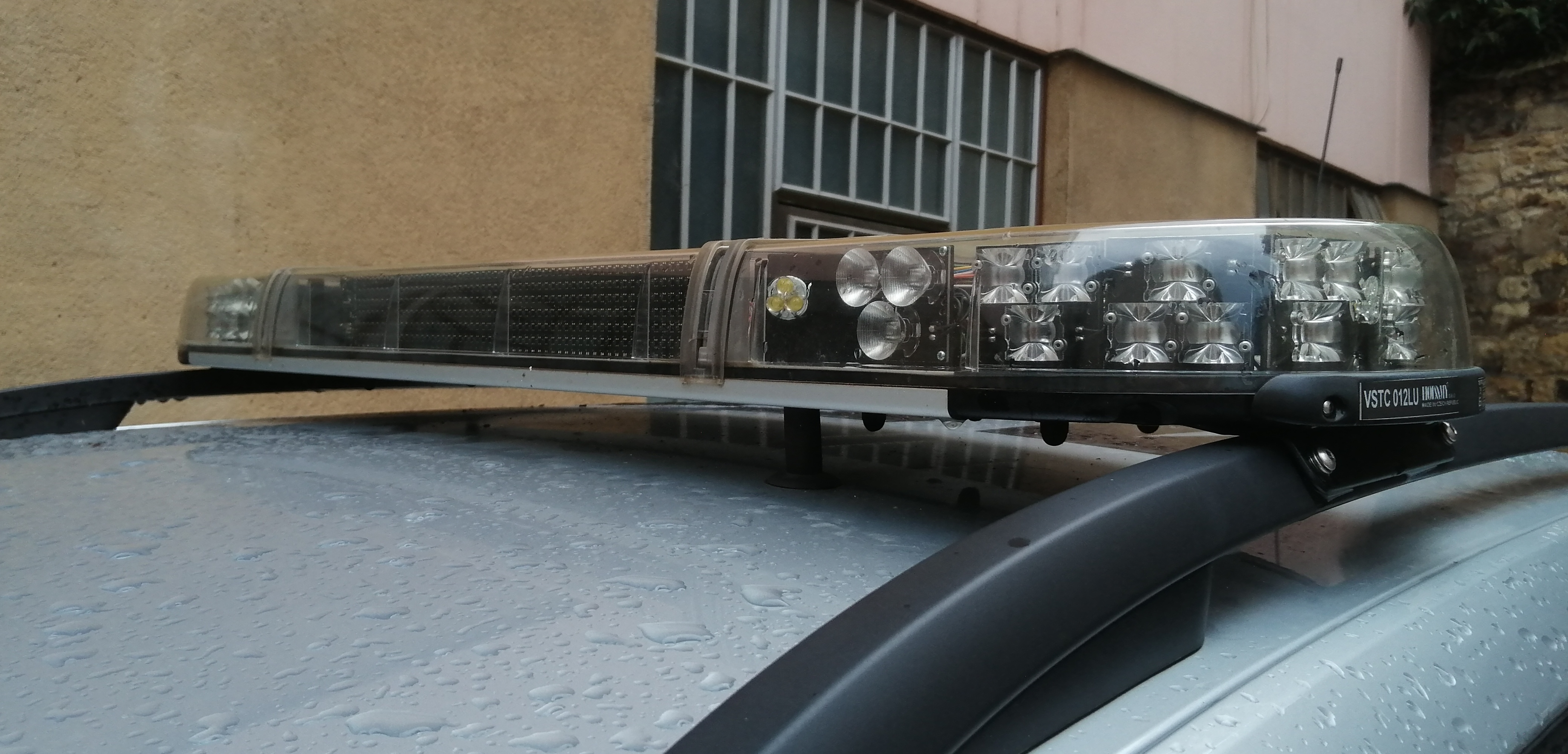
LED Majákova Rampa Holomý VSTC 012LU, nejpopulárnější rampa mezi PČR. Obsahuje přísvity.

Výstražný maják je zařízení upozorňující světelnými signály na pracovní silniční stroje, nadměrné náklady, doprovodná vozidla (oranžové) a vozidla záchranných a bezpečnostních složek (modré). Spojením více majáků vznikají majákové rampy. Majáků je mnoho druhů, např.: vnitřní a vnější predátory, rotační a tzv. blikací majáky a mnoho dalších.
Řidiči vozidel s těmito majáky jsou osvobozeni od jistých pravidel provozu, jsou však povinni dbát zvýšené opatrnosti, aby neohrozil bezpečnost provozu na pozemních komunikacích.

## Technická řešení
Rotační systém obsahuje elektromotor, který otáčí dutým zrcátkem kolem halogenové žárovky.
- Výhody: lepší viditelnost za nesnížených podmínek
- Nevýhody: výměna žárovek je častější, drobná hlučnost (od motorku), větší odběrový proud.

Zábleskový systém využívá výbojku, která bliká jednou nebo dvou-zábleskem.
- Výhody: menší odběr proudu, nejlepší viditelnost při snížených světelných podmínkách, delší životnost xenonové výbojky
- Nevýhody: menší viditelnost na přímém slunci

LED systém používá vysoce svítivé LED diody.
- Výhody: nejmenší odběr proudu vůbec, nejdelší životnost světelného zdroje
- Nevýhody: menší viditelnost

## Právní úprava

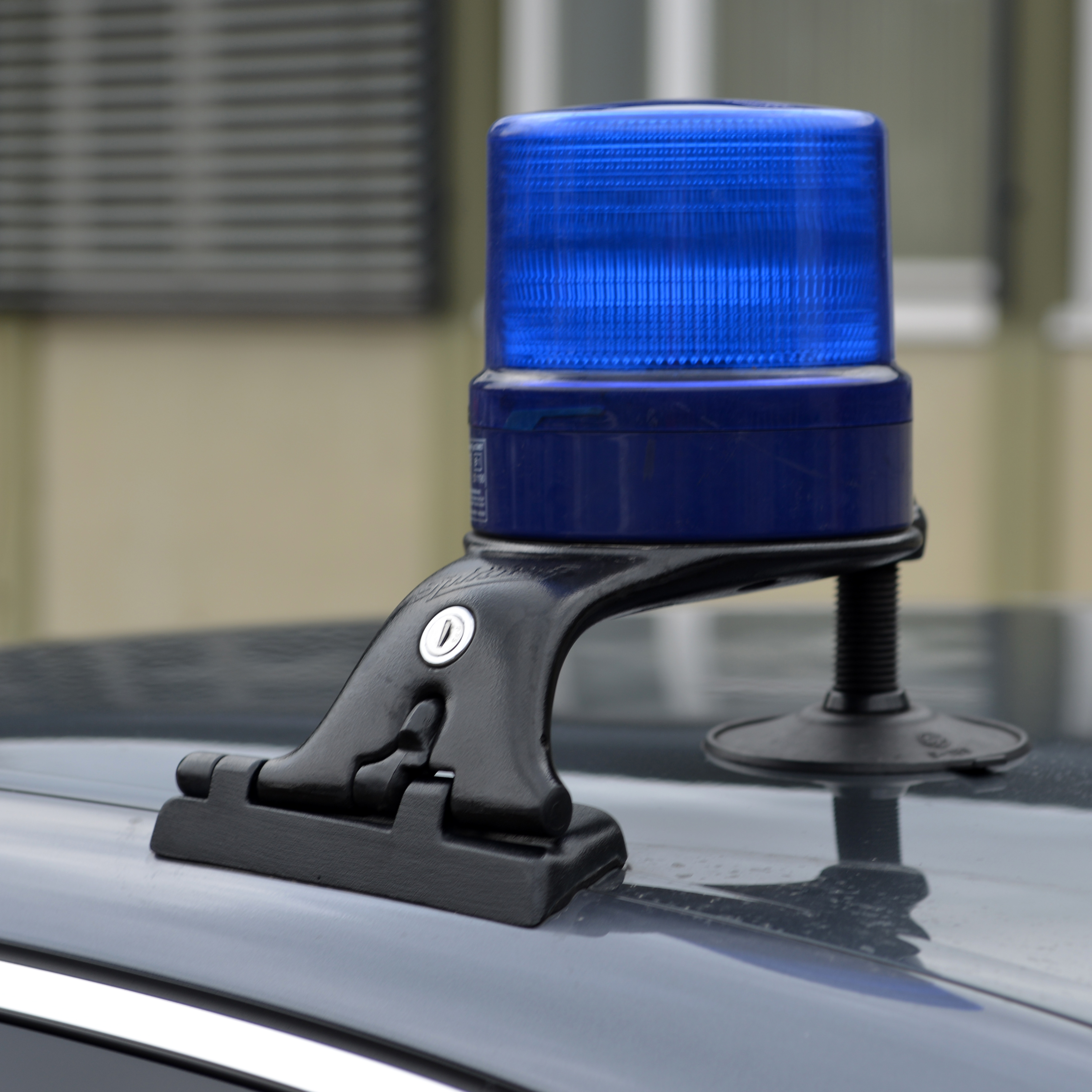
Modrý výstražný maják

### Modrý maják
Podle zákona mohou být modrým majákem (dle definice zvláštním zvukovým výstražným zařízením doplněným zvláštním výstražným světlem modré barvy) vybavena vozidla:
- Ministerstva vnitra používaná policií,
- Vězeňské služby,
- vojenské policie,
- obecní policie,
- používaná Hasičským záchranným sborem nebo jednotkami požární ochrany,
- důlní záchranné služby,
- poruchové služby plynárenských zařízení,
- poskytovatele zdravotnické záchranné služby,
- poskytovatele zdravotnické dopravní služby a poskytovatele přepravy pacientů neodkladné péče,
- ozbrojených sil používaná u vojenských záchranných útvarů pro plnění humanitárních úkolů civilní ochrany,
- Celní správy,
- Generální inspekce bezpečnostních sborů,
- zpravodajských služeb (při přepravě nosičů utajovaných informací nebo osob, kterým poskytují ochranu).

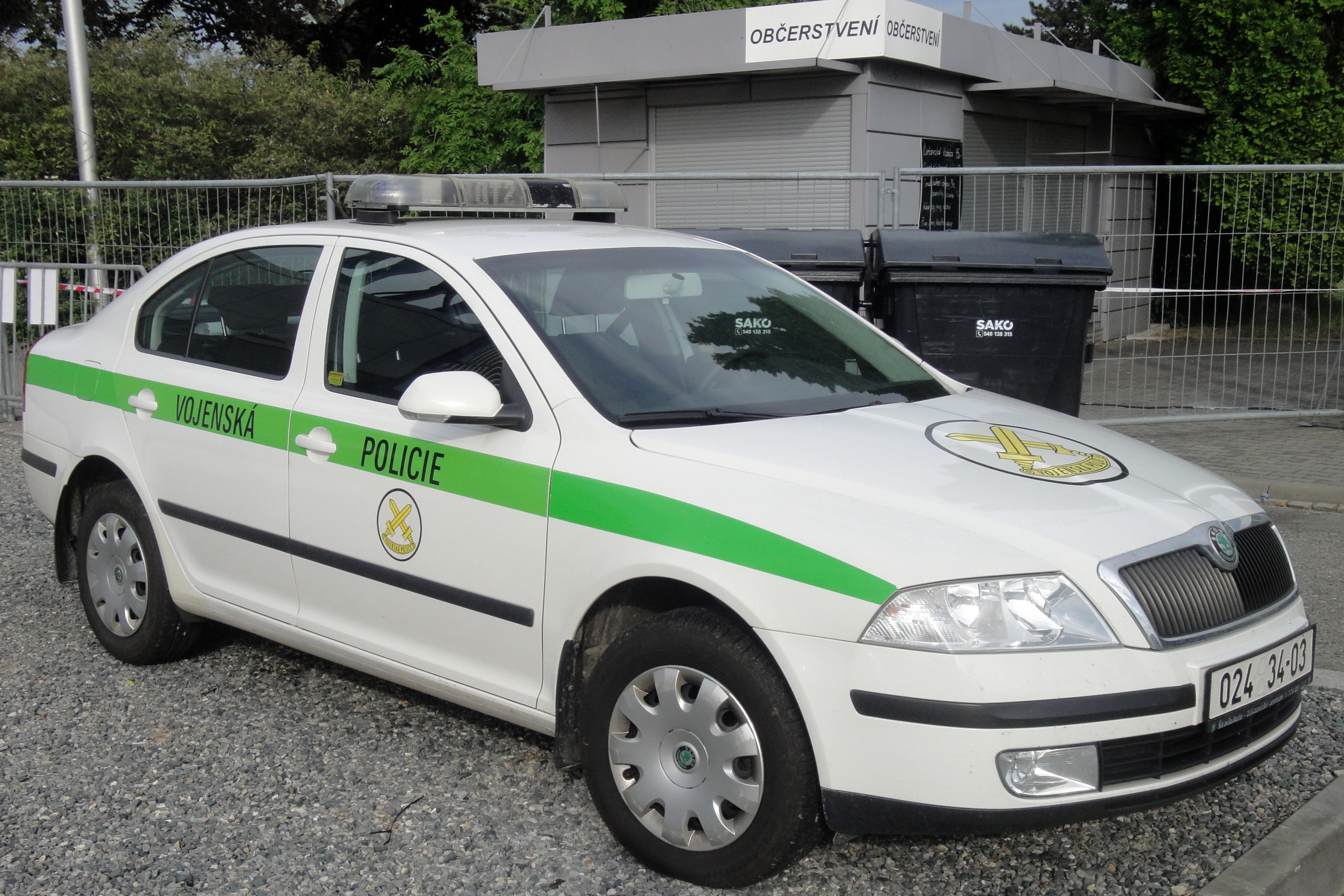
Vozidlo vojenské policie s neaktivním modrým majákem

Dále pak podle nařízení vlády mohou modrý maják využívat vozidla:
- prezidenta republiky,
- předsedy Poslanecké sněmovny,
- předsedy Senátu,
- členů vlády,
- náčelníka Generálního štábu Armády České republiky,
- velitele vzdušných sil Armády České republiky,
- velitele pozemních sil územní obrany Armády České republiky,
- velitele logistiky Armády České republiky,
- náměstka ministra vnitra pro vnitřní bezpečnost,
- hlavního hygienika České republiky,
- vojenských hasičských jednotek,
- horské služby,
- poruchové služby energetických zařízení,
- speciální motocyklové jednotky Hradní stráže,
- Státní plavební správy,
- Dopravního podniku hl. m. Prahy,
- Dopravního podniku města Hradec Králové,
- Dopravního podniku města Liberec,
- Dopravního podniku Ostrava,
- Plzeňských dopravních podniků
- dalších právnických osob provozujících dráhu tramvajovou nebo trolejbusovou,
- Svazu záchranných brigád kynologů České republiky, Žatec,
- Vodní záchranné služby ČČK.

Tato vozidla jsou tzv. vozidla s právem přednostní jízdy. Jejich řidič není povinen dodržovat následující ustanovení pravidel provozu:
- řídit se dopravními signály, značkami a zařízeními
- podrobit se na výzvu testu na alkohol nebo jiné návykové látky
- pustit chodce na přechodu, pokud je pouštějí jiní řidiči v témž směru,
- povinnosti vůči chodcům na přechodu nebo při odbočování,
- povinnost mít u sebe zdravotní potvrzení dokládající, že se řidič nemusí připoutat
- zákaz obtěžovat jiné osoby zejména nadměrným hlukem, znečišťováním ovzduší, rozstřikováním kaluží, bláta nebo zbytečným ponecháním motoru stojícího vozidla v chodu
- směr a způsob jízdy: jízda vpravo, zákaz použití krajnice k jízdě,
- jízda v jízdních pruzích – vozidla s modrým majáčkem ale nemají úlevu s povinnosti v odst. 7, tedy použít připojovací pruh a dát přednost vozidlům v průběžném pruhu
- jízda ve zvláštních případech, objíždění, předjíždění, vyhýbání
- vzdálenost mezi vozidly – povinnost nechat před sebou místo pro zařazení předjíždějícího vozidla
- odbočování; nemá výjimku z povinnosti použít směrová světla, z povinnosti dát přednost protijedoucím vozidlům a vozidlům v souběžném vyhrazeném jízdním pruhu
- jízda křižovatkou, vjíždění na pozemní komunikaci; otáčení a couvání,
- zastavení a stání (nemá výjimku z povinnosti použít směrová světla při opětovném vyjíždění)
- povinnost použít výstražné trojúhelník při nouzovém stání,
- zákazy zastavení a stání
- jízda přes železniční přejezd: řazení před přejezdem, omezení rychlosti, povinnost zastavit vozidlo podle značky STOP,
- výstražná znamení,
- podmínky provozu na dálnici, vjíždění na dálnici a vyjíždění z ní,
- zastavení a stání na dálnici, otáčení, couvání a vjíždění na střední dělicí pás, povinnost opustit dálnici při závadě na vozidle nebo nákladu,
- zákaz vjezdu do pěší zóny, omezení rychlosti v pěší a obytné zóně, povinnost zvýšené ohleduplnosti vůči chodcům a zákaz stání.

Pro vozidla s modrým májákem také neplatí víkendová a prázdninová omezení provozu některých druhů vozidel. Při čerpání pohonných hmot mají tato vozidla přednost.

### Oranžový maják

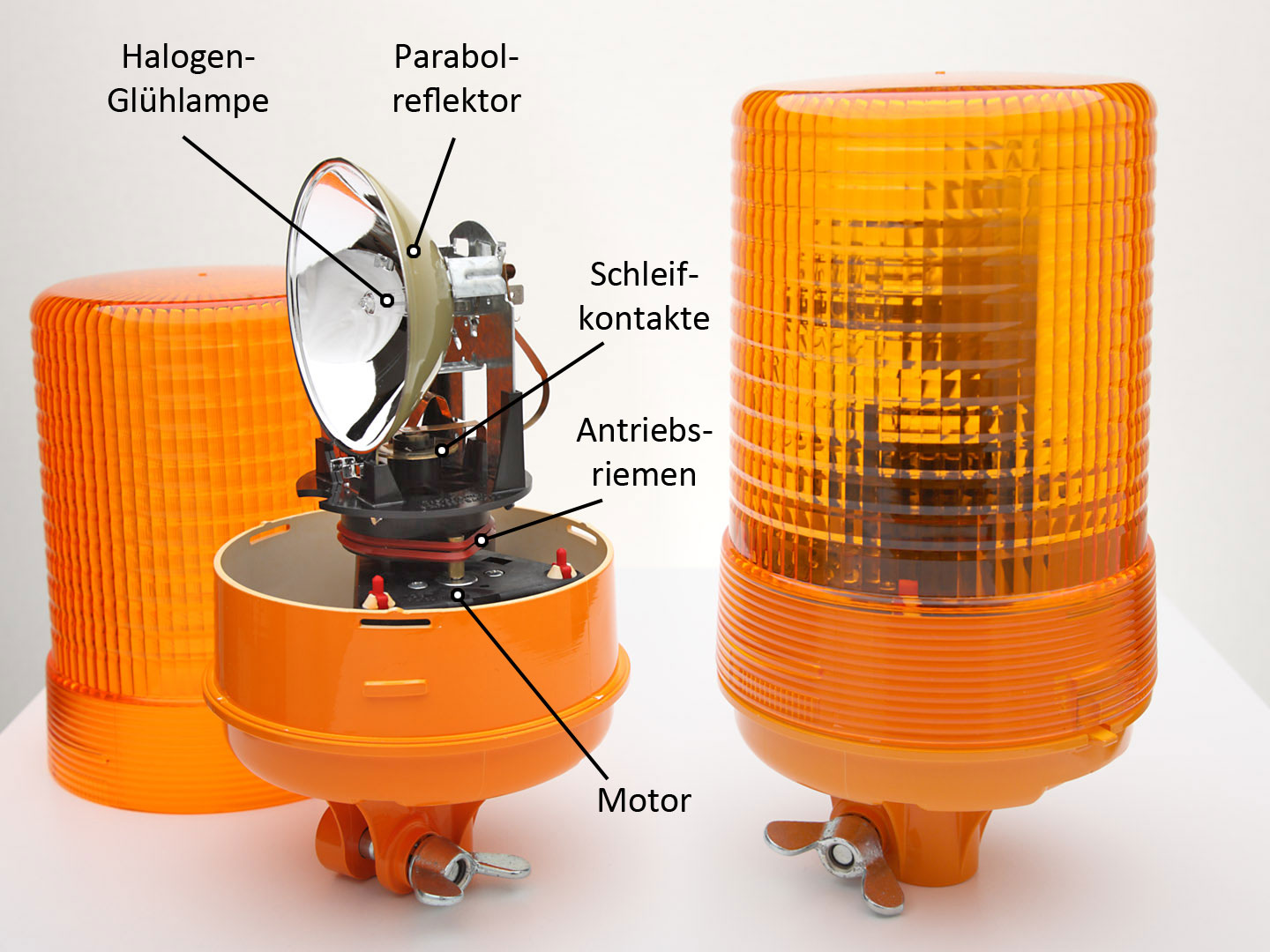
Oranžový výstražný maják.

Zvláštním výstražným světlem oranžové barvy musí být vybavena:
- motorová a přípojná vozidla vykonávající práci za jízdy nebo vykonávající práci při stojícím vozidle na vozovce nebo krajnici,
- motorová a přípojná vozidla, která svými rozměry nebo hmotností přesahují míru stanovenou v jiném právním předpisu, pokud to stanoví ministerstvo schvalující technickou způsobilost typu vozidla nebo obecní úřad obce s rozšířenou působností v případě schválení technické způsobilosti jednotlivého vozidla,
- motorová a přípojná vozidla, která se svým nákladem přesahují limitní hodnoty stanovené v jiném právním předpisu, pokud to určí orgán, který vydal povolení k zvláštnímu užívání pozemní komunikace podle jiného právního předpis,
- motorová a přípojná vozidla, pro něž to stanoví ministerstvo schvalující technickou způsobilost typu vozidla nebo obecní úřad obce s rozšířenou působností v případě schválení technické způsobilosti přestavby nebo jednotlivého vozidla, a
- pracovní stroje samojízdné a přípojné, jejichž šířka přesahuje hodnotu 3,00 m nebo pro něž to stanoví ministerstvo schvalující technickou způsobilost typu vozidla nebo obecní úřad obce s rozšířenou působností v případě schválení technické způsobilosti jednotlivého vozidla.

Jestliže to vyžaduje pracovní činnost vozidla, není jeho řidič povinen dodržovat ustanovení pravidel silničního provozu:
- řídit se dopravními signály, značkami a zařízeními
- zákaz obtěžovat jiné osoby zejména nadměrným hlukem, znečišťováním ovzduší, rozstřikováním kaluží, bláta nebo zbytečným ponecháním motoru stojícího vozidla v chodu
- zákaz vjíždění na krajnici; jízda v jízdních pruzích – jízda vpravo, omezení užívání levých pruhů pro některá vozidla;
- jízda podél ostrůvků a na tramvajový pás,
- jízda ve vyhrazeném jízdním pruhu, povinnost umožnit jízdu vozidlu vyjíždějícímu z vyhrazeného jízdního pruhu, povinnost dávat znamení o změně směru jízdy při opouštění vyhrazeného jízdního pruhu
- zákaz omezovat plynulost provozu na pozemních komunikacích zejména bezdůvodně pomalou jízdou a pomalým předjížděním,
- zákaz vjet do křižovatky, pokud řidič za křižovatkou nemůže pokračovat v jízdě,
- zákazy otáčet a couvat (výjimka se nevztahuje na písm. b), tedy otáčení a couvání na křižovatce s řízeným provozem a v její těsné blízkosti)
- způsob zastavení a stání,
- povinnost použití výstražného trojúhelníku při nouzovém stání,
- zákazy zastavení a stání;
- povinnost řazení před železničním přejezdem a jeho přejíždění v jednom proudu,
- znamení o změně směru jízdy,
- omezení na dálnici: zastavení, stání, otáčení, couvání, vlečení, závada ovlivňující minimální rychlost vozidla,
- platnost obecných ustanovení i pro provoz na dálnici,
- zákaz vjezdu do pěší zóny, omezení rychlosti v pěší a obytné zóně, povinnost zvýšené ohleduplnosti vůči chodcům a zákaz stání.

### Povinnosti řidičů
Řidiči ostatních vozidel musí vozidlům s právem přednostní jízdy a vozidlům jimi doprovázeným umožnit bezpečný a plynulý průjezd, a jestliže je to nutné, i zastavit vozidla na takovém místě, aby jim nepřekážela. Do skupiny tvořené vozidly s právem přednostní jízdy a vozidly jimi doprovázenými se řidiči ostatních vozidel nesmějí zařazovat. Svítí-li zvláštní výstražné světlo modré barvy na stojícím vozidle, musí řidiči ostatních vozidel podle okolností snížit rychlost jízdy a popřípadě i zastavit vozidlo.
Pokud hustota provozu na dálnici nebo silnici pro motorová vozidla o dvou jízdních pruzích v jednom směru jízdy vyvolá vznik kolony stojících vozidel, jsou řidiči souběžně jedoucích vozidel povinni před zastavením vozidla vytvořit mezi sebou jeden průjezdný jízdní pruh široký nejméně 3,0 m pro průjezd vozidel s právem přednostní jízdy; je-li v jednom směru jízdy tři a více jízdních pruhů, sníží vzájemný boční odstup řidiči vozidel v levém a středním jízdním pruhu nebo středních jízdních pruzích. Řidiči jedoucí v krajních jízdních pruzích v jednom směru jízdy mohou při vytváření průjezdného jízdního pruhu vjet na krajnici nebo na střední dělicí pás. Řidičům ostatních vozidel je vjezd do pruhu pro průjezd vozidel s právem přednostní jízdy a jízda v tomto pruhu zakázána; toto neplatí pro vozidla vlastníka pozemní komunikace a vozidla technické pomoci.
Řidiči ostatních vozidel musí vozidlu v výstražným světlem oranžové barvy umožnit jízdu nebo pracovní činnost a podle okolností snížit rychlost jízdy, popřípadě i zastavit vozidlo.